# Bairro Operário de Lagos
O Bairro Operário de Lagos, igualmente conhecido como Bairro de Casas para Famílias Pobres em Lagos, é um conjunto habitacional na cidade de Lagos, em Portugal.

## História
Este conjunto residencial foi construído no âmbito do Decreto n.º 21697/32, de 19 de Setembro, que estabeleceu as obras dos melhoramentos urbanos como empreendimentos de cariz social, cultural e educacional, e do Decreto-Lei n.º 34486/45, de 6 de Abril, que implementou um sistema para a instalação de habitações para as famílias de menores recursos, através da Direcção-Geral dos Serviços de Urbanização.
O bairro foi inaugurado em 1958, contando nessa altura com 80 residências.
Em 2017, a Câmara Municipal de Lagos lançou um programa para a reabilitação das infraestruturas do Bairro Operário, que foi apresentado em 26 de Maio desse ano, numa sessão pública na Escola Básica do Bairro Operário. Este empreendimento, no valor de cerca de 700 mil Euros, incluía a requalificação das infraestruturas de águas e esgotos, com a substituição da rede de abastecimento de água e a remodelação da rede de drenagem, cujo sistema unitário iria ser mudado para uma rede de drenagem separativa, com redes distintas para os esgotos domésticos e a drenagem pluvial. Também estavam planeadas obras no sistema viário, com a repavimentação dos pisos, e algumas alterações nas faixas de rodagem, nas bermas e nos passeios. Nessa altura, previa-se que as obras iriam ter início em Outubro desse ano, e que iriam durar cerca de cinco meses.

## Descrição
O Bairro Operário está situado na periferia do centro histórico, a cerca de 150 m de distância das antigas muralhas, e perto do Bairro SAAL da Cerca do Cemitério. Era originalmente formado por várias casas de tamanho médio, apenas com o piso térreo, e com o logradouro na fachada traseira, organizadas em vários quarteirões. Os arruamentos de acesso são a Travessa de Santo Amaro e as ruas da Ilha Graciosa, João de Deus e Açores.